# Rhadinella kinkelini
Rhadinella kinkelini es una especie de serpiente que pertenece a la familia Dipsadidae. Es nativo de Chiapas (México), Guatemala, El Salvador, Honduras y Nicaragua. Habita en la hojarasca de bosque montano húmedo y bosque nuboso y, posiblemente, a lo largo de los bordes del bosque. Su rango altitudinal oscila entre 1370 y 2085 m s. n. m..